# Nagisa Sakurauchi
Nagisa Sakurauchi (櫻内 渚 Sakurauchi Nagisa?), född 11 augusti 1989 i Osaka prefektur, är en japansk fotbollsspelare.
Sakurauchi började sin karriär 2012 i Júbilo Iwata.